# Mill Green (Babergh)
Mill Green – przysiółek w Anglii, w hrabstwie Suffolk, w dystrykcie Babergh, w civil parish Edwardstone. Leży 22 km na zachód od miasta Ipswich i 90 km na północny wschód od Londynu. Posiada 9 wymienionych budynków, w tym Crossways, Earls Cottages, General Stores, Mill Green Cottage, Mill Green End, Moat Farm Cottage, Sans Souci, The Thatched Cottage i Tudor Cottage. Ma pub.